# Brazil Open
Het Brazil Open (Portugees: Aberto do Brasil) is een golftoernooi dat deel uitmaakt van de PGA TOUR Latinoamérica. Voorheen maakte het Brazil Open soms deel uit van de Tour de las Américas. Bij uitzondering werden in 2000 en 2001 twee extra toernooien gespeeld die meetelden voor de Europese PGA Tour. 
De eerste editie was in 1945 en in 2013 werd de 60ste editie gespeeld.

## Winnaars
| - 1945: Martin Rose - 1946: Mário Gonzalez (Am) - 1947: niet gespeeld - 1948: Mário Gonzalez {Am) - 1949: Mário Gonzalez - 1950: Mário Gonzalez - 1951: Mário Gonzalez - 1952: Sam Snead - 1953: Mário Gonzalez - 1954: Roberto de Vicenzo - 1955: Mário Gonzalez - 1956: Fidel de Luca - 1957: Roberto de Vicenzo - 1958: Billy Casper - 1959: Billy Casper - 1960: Roberto de Vicenzo - 1961: Peter Allis | - 1962: Bernard Hunt - 1963: Roberto de Vicenzo - 1964: Roberto de Vicenzo - 1965: Ramón Sota - 1966: Takashi Kono - 1967: Raul Travieso - 1968: Mário Gonzalez - 1969: Mário Gonzalez - 1970: Bert Greene - 1971: Bruce Fleisher - 1972: Gary Player - 1973: Roberto de Vicenzo - 1974: Gary Player - 1975: Priscillo Diniz (Am) - 1976: Juan Quinteros - 1977: Vicente Fernández - 1978: Raymond Floyd | - 1979: Fidel de Luca - 1980: Jerry Pate - 1981: Tom Sieckmann - 1982: Hale Irwin - 1983: Vicente Fernández - 1984: Vicente Fernández - 1985: Robert Lee - 1986: Eduardo Caballero - 1987: niet gespeeld - 1988: Carlos Larrain (Am) - 1989: niet gespeeld - 1990: Bruce Fleisher - 1991: Ángel Franco - 1992: Ricardo Mechereffe - 1993: Eduardo Caballero - 1994: niet gespeeld - 1995: Eduardo Pesenti (Am) | - 1996: Ruberlei Felizardo - 1997: niet gespeeld - 1998: Ángel Cabrera - 1999: Ángel Cabrera - 2000: Jesús Amaya - 2001: Carlos Franco - 2002: niet gespeeld - 2003: Carlos Franco - 2004: Philippe Gasnier - 2005: Miguel Guzmán - 2006 - 2007: niet gespeeld - 2008: Rafael Barcellos - 2009: niet gespeeld - 2010: Marco Ruiz - 2011: Óscar Álvarez - 2012: Clodomiro Carranza - 2013: Ryan Blaum - 2014: Rafael Becker - 2015: Alexandre Rocha - 2016: Jorge Fernández-Valdés - 2017: Rodolfo Cazaubón - 2018: Marcelo Rozo |

## 2000 en 2001
Brazilië werd in 1500 ontdekt door Pedro Álvares Cabral, die in Porto Seguro de kusten van dit land opeiste voor de Portugese Kroon. Grote festiviteiten werden in 2000 georganiseerd om dit te herdenken, en twee Brazil Opens werden tijdelijk deel van de Europese Tour.
In 2000 werd van 23 - 26 maart het Brazil Rio de Janeiro 500 Years Open op de Itanhangá Golf Club gespeeld. Winnaar was Roger Chapman, die Pádraig Harrington in een play-off versloeg. Nadat Harrington op zeven toernooien op de tweede plaats was geëindigd, won hij een week later het Brazil São Paulo 500 Years Open in São Paulo, dat van 30 maart tot 2 april gespeeld werd. Het was zijn tweede overwinning op de Europese Tour.
In 2001 werd van 22 - 25 maart het São Paulo Brazil Open gespeeld. Het Rio de Janeiro Open werd niet herhaald. Darren Fichardt behaalde zijn eerste overwinning op de Europese Tour. Hij maakte een score van 195, de vierde ronde werd niet gespeeld wegens onweer en zware regenbuien.
De São Paulo Golf Club werd in 1901 opgericht door Engelse en vooral Schotse ingenieurs die naar São Paulo waren gekomen om er een spoorweg aan te leggen. De baan werd aangelegd op een mooie heuvel, die sindsdien de 'British Hill' wordt genoemd. Op de heuvel waren huizen van rijke mensen, zodat de grond te duur werd en de club in 1915 moest verhuizen naar een locatie waar de club nog steeds is. Het São Paulo Open is er vaak gespeeld, en o.a. in 1981 gewonnen door Mark James.
| Jaar | Toernooinaam                    | Baan                | Winnaar            |
| ---- | ------------------------------- | ------------------- | ------------------ |
| 2000 | Brazil São Paulo 500 Years Open | São Paulo Golf Club | Pádraig Harrington |
| 2001 | São Paulo Brazil Open           | São Paulo Golf Club | Darren Fichardt    |